# Sovjetunionen vid världsmästerskapen i friidrott
Sovjetunionen tog totalt 74 medaljer vid de tre världsmästerskap friidrott där landet deltog. 
| År   | Guld | Silver | Brons | Totalt |
| 1983 | 8    | 6      | 11    | 23     |
| 1987 | 6    | 9      | 7     | 22     |
| 1991 | 9    | 9      | 11    | 29     |